# توم ريتش
توم ريتش (بالإنجليزية: Thomas H. Rich)‏ هو جيولوجي أمريكي وأسترالي، ولد في 30 مايو 1941 في إيفانستون في الولايات المتحدة.